# Танко ґідзюцу
Вугільні технології (яп. 炭鉱技術, たんこうぎじゅつ, танко ґідзюцу; англ. Colliery Engineering) — науково-виробничий журнал.
Країна видання — Японія.
Спеціалізація: Розробка та періодична переробка (збагачення) вугільних корисних копалин.
Рік заснування 1946.
Чисел на рік — 12.